# Ptaki uzębione
Ptaki uzębione – nadrząd wymarłych ptaków nowoczesnych Neornithes. Są znane z osadów z okresu kredowego w Ameryce Północnej i Europie. 
Nadrząd obejmuje jeden rząd: Hesperornithiformes. Alternatywna klasyfikacja systematyczna zakłada, że do ptaków uzębionych należą dwa rzędy: Hesperornithiformes oraz Ichtchyornithiformes (w tej pierwszej klasyfikacji wyodrębniany w osobny nadrząd Ichthyornites).